# Cladara geminata
Cladara geminata là một loài bướm đêm trong họ Geometridae.